# Académie royale des beaux-arts du Danemark

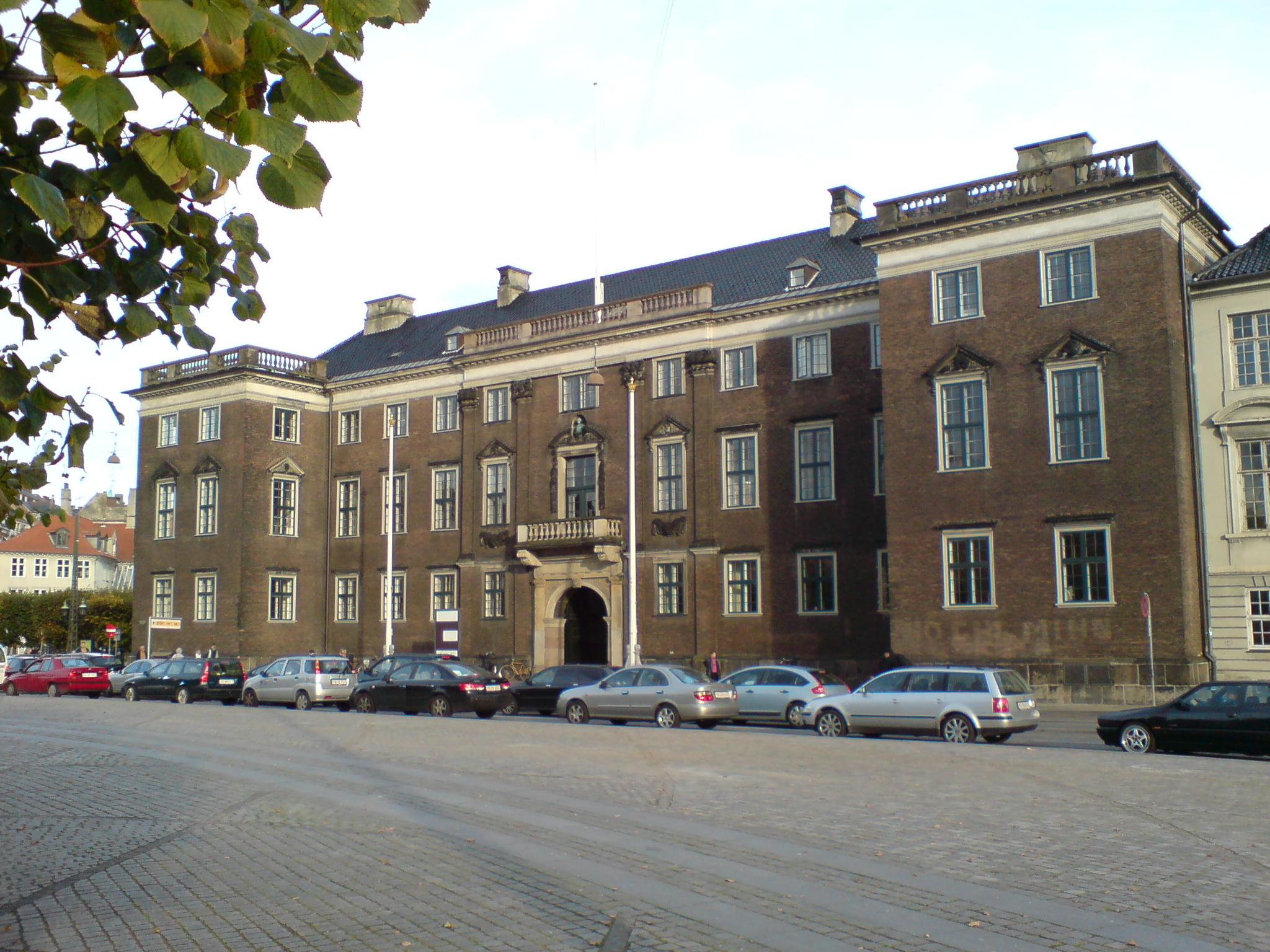
Bâtiment de l'Académie royale des beaux-arts du Danemark.

L’Académie royale des beaux-arts du Danemark (en danois : Det Kongelige Danske Kunstakademi, KADK) est une école d'art publique de Copenhague. Fondée en 1754 sous le nom d’Académie royale danoise de peinture, sculpture et architecture à Copenhague, elle occupe une aile du Charlottenborg.

## Histoire

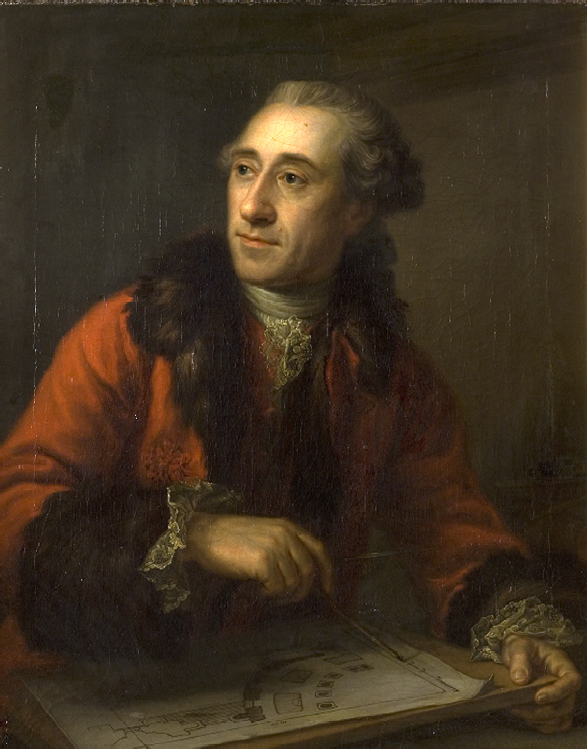
Portrait of Nicolas-Henri Jardin par Peder Als, 1764

Elle a été fondée le 31 mars 1754 sous le nom d’Académie royale danoise de peinture, sculpture et architecture à Copenhague (Det Kongelige Danske Skildre-, Billedhugger- og Bygnings-Academie i Kiøbenhavn) et offerte au roi Frédéric V pour son trente-et-unième anniversaire.
La construction de la nouvelle école suit la création de deux autres institutions d'enseignement artistique dans le royaume : les académies de peinture (1738) et de dessin (1748). Intégrée aux installations du Charlottenborg, sa conception est inspirée par celle de l'Académie royale de peinture et de sculpture à Paris, premier bâtiment de son type en Europe, construit en 1648.
En 1771, l'institution est rebaptisée Académie de peinture, de sculpture et de construction, nom qui a été maintenu jusqu'en 1814, quand elle reçoit le titre d'Académie royale des beaux-arts.
L'académie occupe encore aujourd'hui ses locaux d'origine dans une aile du Charlottenborg. L'école d'architecture a déménagé en 1996 dans d'anciens bâtiments de la marine danoise sur la Base navale de Holmen (en).
L'architecte Nicolai Eigtved fut le premier directeur de l'Académie royale à sa création en 1754. Il est mort en juin de la même année, quelques mois après sa nomination. L'architecte français Jacques Saly le remplace par la suite.
Le 2 juin 2011, les écoles d'architecture (en), de design (en) et de conservation sont prises sous l'aile de la KADK pour former une seule institution.
En 2020, un « collectif d'artistes » anticolonialiste détruit un buste de Frédéric V, fondateur de l'Académie, exposé dans l'institution. Une enseignante de l'Académie a reconnu dans la presse avoir fait partie du commando et a été suspendue. L'attitude de la directrice de l'Académie, Kirsten Langkilde, qui ne s'était pas émue de cette destruction a été vivement critiquée. Déjà sur la sellette du fait de son style de direction, elle est démise de ses fonctions par le gouvernement.

## Instituts
L'école compte avec six instituts repartis entre les différentes écoles,, :
- Institut d'architecture, urbanisme et paysage (à l'École d'architecture)
- Institut d'architecture et culture (à l'École d'architecture)
- Institut d'architecture et technologie (à l'École d'architecture)
- Institut d'architecture et design (à l'École d'architecture et à l'École de design)
- Institut de la conception visuelle (à l'École de design)
- Institut de la conservation (à l'École de conservation)

## Anciens élèves et professeurs de l'Académie
- Rasmus Andersen (sculpteur, 1861-1930)
- Carl Harald Brummer (architecte, 1864-1953)
- Marie Jeanne Clemens (pastelliste et graveuse, 1755-1791)
- Lili Elbe (peintre, 1882-1931)
- Caspar David Friedrich (peintre, 1774-1840)
- Jan Gehl (architecte, né en 1936)
- Rolf Graae (architecte, 1916-1996)
- Carl Frederik Holbech (sculpteur, 1811-1880)
- Bjarke Ingels (architecte né en 1974)
- Arne Jacobsen (designer, 1902-1971)
- Finn Juhl (designer, 1912-1989)
- Hack Kampmann (architecte, 1856-1920)
- Henning Larsen (architecte, 1925-2013)
- Knud Erik Larsen (peintre, 1865-1922)
- Ingrid Vang Nyman (illustratrice, 1916-1959)
- Verner Panton (designer, 1926-1998)
- Steen Eiler Rasmussen (architecte, 1898-1990)
- Johan Otto von Spreckelsen (architecte, 1929-1987)
- Jørn Utzon (architecte, 1918-2008)

## Galerie

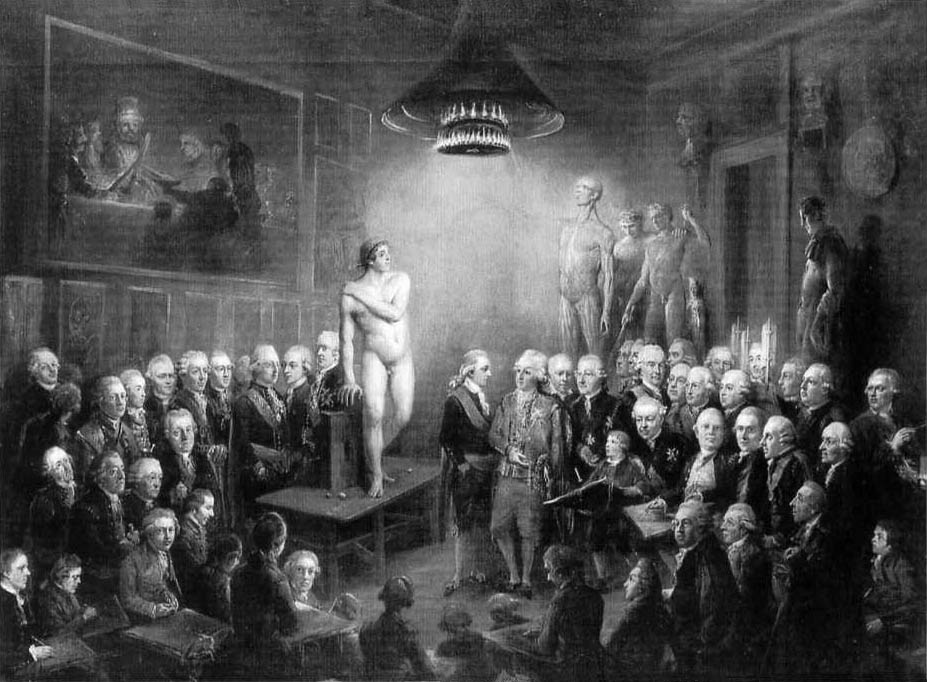
Visite du roi Gustave III à l'Académie en 1780 (tableau d'Elias Martin (en), 1782).
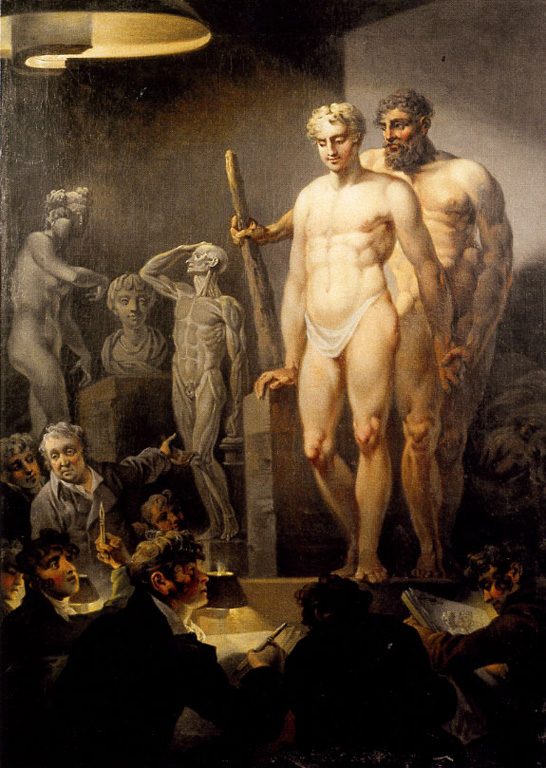
Classe à l'Académie (tableau de Christian August Lorentzen, vers 1824).
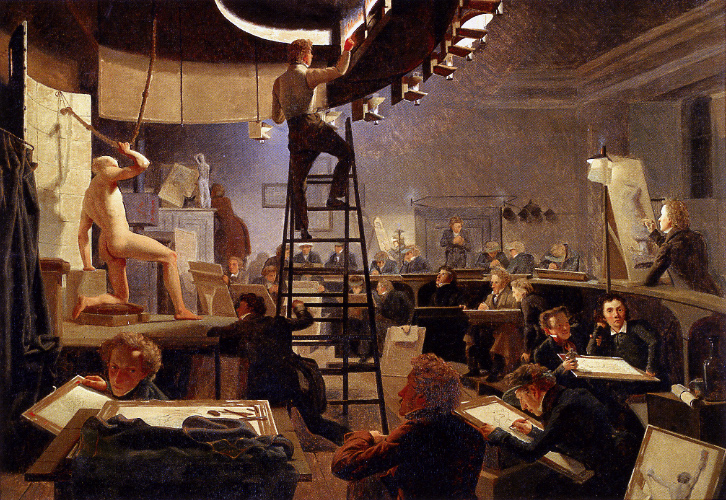
Classe à l'Académie en 1826 (tableau de Wilhelm Ferdinand Bendz).
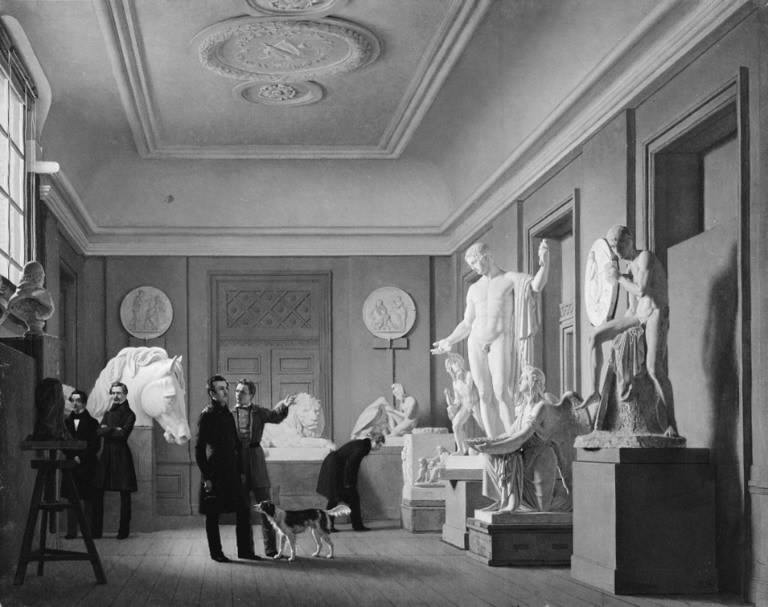
Atelier de Thorvaldsen à Charlottenborg, peint par Johan Vilhelm Gertner, alors étudiant à l'Académie (1836)
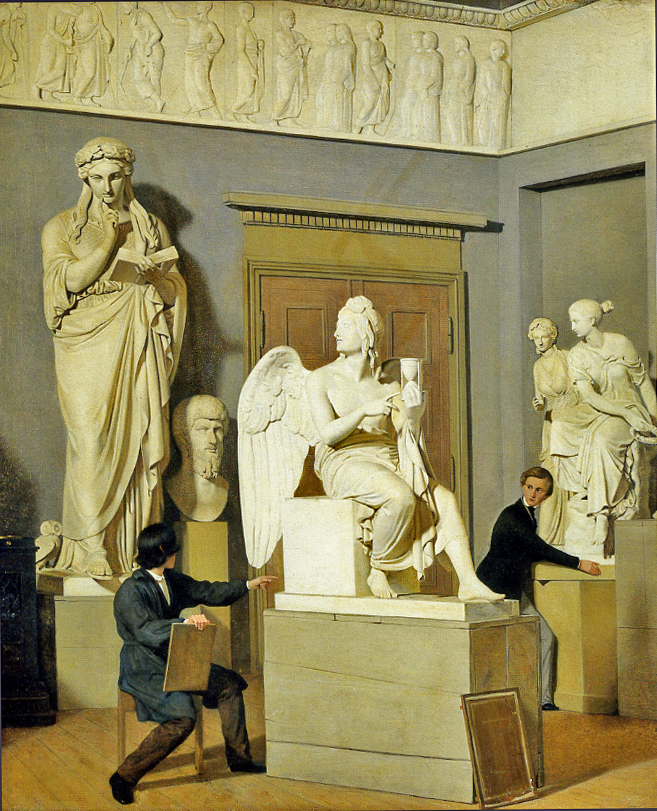
Collection de plâtres (tableau de Julius Exner, 1843).

## Œuvres distinguées par l'Académie
- Poèmes germes, poèmes d'Ole Sarvig (en) enrichis de dix-huit lithographies originales de Jean-Pierre Vielfaure, Grand prix de l'Académie royale des beaux-arts du Danemark, 1968.